# José Cademártori

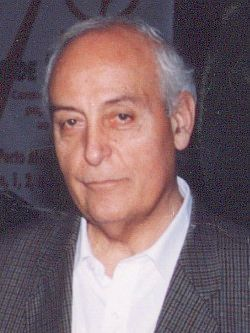
José Luis Cademartori

José Luis Cademartori Invernizzi (* 24. September 1930 in La Serena; † 25. Juni 2024; auch José Luis Cademártori Invernizzi) war ein chilenischer Wirtschafts- und Politikwissenschaftler sowie Politiker.

## Leben
José Cademartori besuchte eine von italienischen Ordensschwestern geführte Schule in Arica, eine von Priestern geführte Bildungseinrichtung in Iquique und das Patrocinio San José in Santiago. Er studierte an der Wirtschaftshochschule der Universität Chile, wo er 1952 mit einer Arbeit über die volkswirtschaftliche Gesamtrechnung zu Natur und Erfahrung seinen Abschluss als Wirtschaftsingenieur machte und später als Assistent und Professor tätig war.
Während der zweiten Regierung von Carlos Ibáñez del Campo arbeitete er von 1952 bis 1954 als Berater des Finanzministers Juan Bautista Rossetti und wechselte dann in das neu gegründete Bergbauministerium unter Clodomiro Almeyda. Anschließend arbeitete er als Abteilungsleiter in der Planungsabteilung der Entwicklungsgesellschaft CORFO, wo er von 1959 bis 1960 auch als Vorsitzender der Arbeitnehmervereinigung tätig war.
Seit 1961 war er Mitglied der Kommunistischen Partei Chiles und war Mitglied des Zentralkomitees in Chile.
Cademartori war 1957 bis 1973 vier Mal Abgeordneter für die Séptima Agrupación Departamental „Santiago“ im chilenischen Parlament und unter Salvador Allende zwischen dem 5. Juli 1973 und dem 11. September kurzzeitig Minister für Wirtschaft, Entwicklung und Wiederaufbau.
Nach dem Putsch in Chile 1973 durch Augusto Pinochet war José Cademartori drei Jahre in Gefangenschaft in der Militärschule von Santiago, auf der Insel Dawson und in Ritoque inhaftiert und wurde im November 1976 mit seiner Frau und seinen beiden Kindern ins Exil deportiert. Er lebte sechs Jahre lang in Venezuela, lehrte an der Universidad Central de Caracas, arbeitete als Forscher am Centro de Estudios del Desarrollo und engagierte sich in der politischen Organisation der Exilanten. Bis 1980 gehörte er der „Caracas-Gruppe“ an, die aus Christdemokraten, Radikalen, Sozialisten und Kommunisten bestand, darunter Jaime Castillo Velasco und Renán Fuentealba Moena. Danach verbrachte er ein Jahr in Kuba und anschließend etwa fünf Jahre in der DDR, bis er 1988 nach Chile zurückkehrte.
Nach seiner Rückkehr nach Chile arbeitete er am Alejandro-Lipschutz-Institut und kooperierte mit Zeitungen wie Le Monde Diplomatique, Rocinante, La Nación und Punto Final. Er veröffentlichte unter anderem die Bücher Chile: el modelo neoliberal (2001) und La globalización cuestionada (2004).
Cademartori war mit Xenia Dujisin verheiratet, aus der Ehe stammten drei Kinder. Die Bundestagsabgeordnete Isabel Cademartori ist seine Enkelin.

## Schriften
- La economía chilena: un enfoque marxista, Universitaria Santiago, 1968
- La economía chilena: un enfoque marxista, Universitaria Santiago, 1971
- La economía chilena: un enfoque marxista, Universitaria Santiago, 1972
- Chile: el modelo neoliberal, ChileAmérica CESOC: ICAL Santiago, 1998
- La globalización cuestionada, Universidad de Santiago de Chile, 2012
- Marx en el siglo XXI: la vigencia del(os) marxismo(s) para comprender y superar el capitalismo actual, LOM Ediciones Santiago de Chile, 2011
- Memorias del exilio, Editorial USACH Santiago de Chile, 2012
- La Humanidad Sobrante. Una Indagación sobre el Desempleo, Universidad de Santiago de Chile, 2014